# Ulloa
Pour la comarque espagnole, voir A Ulloa.
Pour les articles homonymes, voir Ulloa (homonymie).
Ulloa est une municipalité située dans le département de Valle del Cauca, en Colombie.

## Personnalités liées à la commune
Álvaro Fayad Delgado (1946-1986) cofondateur du Movimiento 19 de Abril est natif de la municipalité.